# مارتن ديفيس هاردين
مارتن ديفيس هاردين (بالإنجليزية: Martin Davis Hardin)‏ هو ضابط أمريكي، ولد في 26 يونيو 1837 في جاكسونفيل في الولايات المتحدة، وتوفي في 12 ديسمبر 1923 في سانت أوغسطين في الولايات المتحدة.